# تگل
تگل (به آلمانی: Berlin-Tegel) یک محله در آلمان است که در شهر برلین واقع شده‌است.

## خصوصیات
تگل ۳۳٬۴۱۷ نفر جمعیت دارد.

## زندان تگل
ساخت این زندان در سال ۱۸۹۶ آغاز شد. این زندان با بیش از ۱۳۰۰۰۰ کیلومتر مربع از بزرگترین زندان های آلمان است.